# Пересмішник сан-кристобальський
Пересмішник сан-кристобальський (Mimus melanotis) — вид горобцеподібних птахів родини пересмішникових (Mimidae).

## Поширення
Ендемік Галапагоських островів. Поширений лише на острові Сан-Кристобаль. Природними середовищами існування є субтропічні або тропічні сухі ліси, субтропічні або тропічні мангрові ліси, субтропічні або тропічні сухі чагарники та субтропічні або тропічні вологі чагарники.